# WWF Intercontinental Tag Team Championship
El WWF Intercontinental Tag Team Championship fue un campeonato de lucha libre profesional en la World Wrestling Entertainment, el cual solo estuvo activo en el año 1991. Este campeonato iba junto al WWF Tag Team Championship como campeonato en parejas de la empresa. Debido a su corta duración, solo existió una pareja campeona.

## Campeones

### Lista de campeones
|   | Luchador                           | N.º | Fecha              | Días | Lugar | Notas y referencias                 |
| - | ---------------------------------- | --- | ------------------ | ---- | ----- | ----------------------------------- |
| 1 | Perro Aguayo (1) y Gran Hamada (1) | 1   | 7 de enero de 1991 |      |       | Entegado por la gerencia de la WWF. |
| — | Abandonado                         | —   | 1991               | —    |       | Abandonados luego en 1991.          |